# Bullicame
Il Bullicame (anticamente Bulicame) è una sorgente di acqua sulfurea calda (circa 58 °C), situata appena fuori Viterbo, ad ovest del centro storico cittadino e nelle vicinanze dell'aeroporto.
Il Bullicame è la più nota delle tante sorgenti termali ed ipotermali alimentate dal grande bacino idrotermale di Viterbo, insieme alle altre sorgenti, Carletti, San Sisto; Bagnaccio, Zitelle, Piazza d'Armi, e tante altre.
Dalla fine del ventesimo secolo la sorgente ha mostrato una progressiva riduzione della portata. 
Al Bullicame è intitolata la Bulicame Regio su Io.

## Storia
A partire dagli Etruschi fino al Secolo XVIII era sede di bagni termali.
La sorgente del Bullicame è documentata fin dal primo Medioevo, quale punto di passaggio lungo la Via Francigena. In particolare nell'itinerario di Sigerico, arcivescovo di Canterbury, essa rappresentava la VI tappa (Mansio) in uscita da Roma e la località era definita Sce Valentine, in ricordo dei Santi Valentino e Ilario, martirizzati nelle vicinanze, secondo la tradizione.
La sorgente è anche citata da Dante:
(Dante, Inferno - canto XIV, vv.76-84)
Secondo alcuni commentatori della Commedia il termine peccatrici potrebbe essere stato trascritto male da pettatrici. Queste ultime erano braccianti che provvedevano a mettere a bagno nell'acqua del Bullicame i fasci di canapa per la macerazione. Infatti, in quel periodo del Medioevo, Viterbo era famosa per la qualità del lino e della canapa che era bianchissima e molto ambita. Un secolo dopo c'è un editto del comune che vieta a tutte le meretrici di bagnarsi al Bullicame sotto pena di "un ducato d'oro e de quactro tracte de corda".